# Leviellus caspica
Leviellus caspica är en spindelart som först beskrevs av Simon 1889.  Leviellus caspica ingår i släktet Leviellus och familjen hjulspindlar. Inga underarter finns listade i Catalogue of Life.